# مكتبة الشمال في أثينا

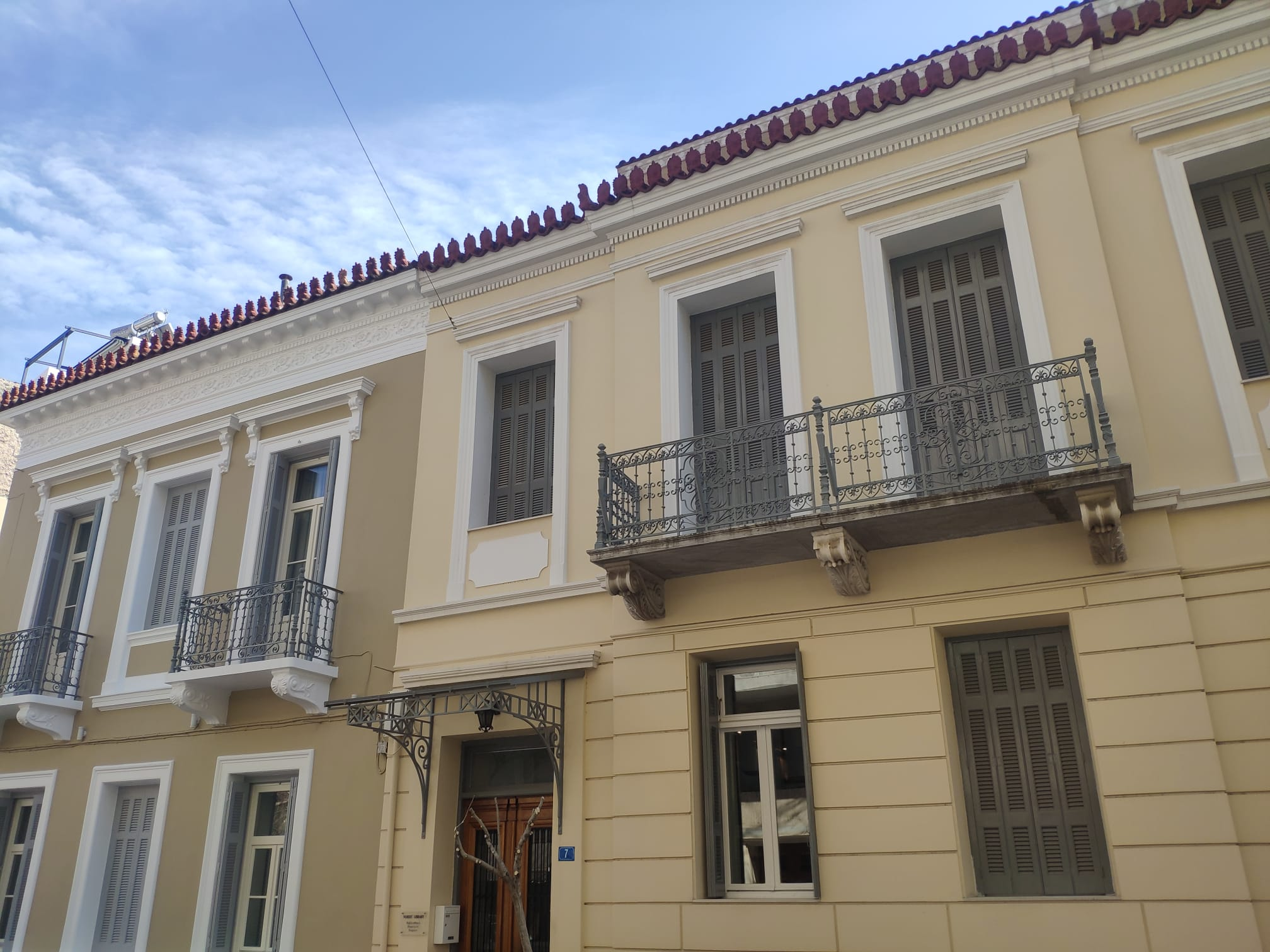
مكتبة الشمال في أثينا

مكتبة الشمال في أثينا (باليونانية: Βιβλιοθήκη των Βορείων Χωρών στην Αθήνα) هي واحدة من عدة مكتبات أثرية دولية في أثينا، اليونان. تقع في منطقة ماكريجاني في أثينا. تم تأسيسها في عام 1995 ، كمشروع تعاوني يديره المعهد الدنماركي في أثينا والمعهد الفنلندي في أثينا والمعهد النرويجي في أثينا والمعهد السويدي في أثينا. يحتوي حاليًا على حوالي 40000 مجلد.

## المحفوظات الحديثة
تضم المكتبة أرشيفات الشاعر اليوناني الأميركي ومؤرخ الفن نيكوس كالاماريس المعروف باسم المستعار نيكولاس كالاس. وقد تم تسليم أرشيف الفنان السريالي في عام 1999، وهو يتضمن رسائل ومقالات ومقالات وصورًا فضلا عن مواد أخرى.
في عام 2005، تلقت المكتبة تبرعًا من الفنلندي السويدي والقنصل السويدي فين ستول في جزيرة كريت. تضمنت حوالي 250 عملاً تتعلق بالشاعر اليوناني قسطنطين ب.كفافي ، جزئياً كتبه الشعرية، وبعض المؤلفات عن عمله باللغة اليونانية ولغات أخرى.
صُنّفت مواد الأرشيف بحيث يسهل على الباحثين المهتمين الاطلاع عليها.